# Ситопечат
Ситопечатът е технология за печат, която дава възможност да се печата не само върху хартия, но и върху текстил, пластмаса, стъкло, керамика, метал, кожа и други материали, както и върху предмети с неправилна форма.
Технологията наподобява донякъде офсетовия печат, тъй като изображението се изгражда от множество точки, в които или има, или няма изображение, но се различава по вида на използвания междинен преносител — вместо печатна форма или плака тук се използва шаблон, изработен от дребноструктурно сито. Формирането на изображението в ситото става с фотографски процес (контактно експониране), при който част от дупките се запушват, а другите остават отпушени. През отпушените дупки преминава мастило, докато през запушените не преминава. Ситопечатът се използва много по-ограничено отколкото офсетовия печат, но затова тази технология е приложима върху доста повече материали и се използва при рекламните сувенири и в индустриалното производство.
Методът на ситопечат се прилага широко при визуалните изкуства.

## История

### Началото на ситопечата
Още в Древен Китай, в династията Сун (960-1279 Пр. Хр.), се среща техника, наподобяваща ситопечата. По това време се появяват и първите печатни пари в света. Печатането на трайни изображения е било изкуство, което се е предавало с поколения, а майсторите, владеещи тази техника, са били с висок статус в обществото.
С течение на годините тази техника се възприема и от много други страни и култури в Азия и най-вече от Япония. От това време датират много успешни и детайлни изображения, за тогавашните възможности.
В продължение на векове Изтока пази тайната за прецизното отпечатване на изображения върху текстил и пергамент.

### Ситопечатът в Европа и Америка
Чак към края на XVIII век ситопечатът си проправя път и към Европа и Америка чрез стоковия и културен обмен с Изтока и по-специално търговията с коприна. В началото тази технология среща неодобрение на запад. Европа и Америка възприемат ситопечатната техника и започват да я използва широко едва век по-късно.

## Мастила
Мастилата за ситопечат притежават специални свойства, които всъщност дават право на ситопечата да съществува. Нито един друг печатащ процес не може да използва толкова широка гама от мастила както ситопечата.
Ситопечатното мастило за хартия например не е подходящо за употреба върху пластмаса. Мастилото за печат върху стъкло има напълно различен състав в сравнение с мастилото за печат върху платове.
При избора на едно мастило за ситопечат е важно да се преценят добре не само неговите компоненти, а и свойствата му, т.е. това мастилото да не притежава единствено, задоволително качество при употреба (например свойство на добро смесване с други мастила, свойство на качествен печат и др.), но и да има добри обслужващи качества като светлоустойчивост, абразивна устойчивост, водоустойчивост и пр. То не трябва да запушва отворите на ситотъканта, а мастиленият отпечатък трябва да засъхва равномерно. Мастилото трябва да бъде устойчиво на действието на силна слънчева светлина (да не избелява или да се променя). Също така трябва да притежава добра адхезия към материала и да бъде устойчиво на пране.
Адитивите (прибавките) обикновено се включват в състава на мастилото, за да подобрят неговите работни свойства. Те включват субстанции като: сикативи – ускоряващи съхненето, омекотители, пластификатори – подобряващи еластичността им, адхезиви и антипенители. В този списък също може да се добавят пълнители, които често се прибавят към мастилото, за да му дадат повече „тяло“ (плътност). Обратният ефект на сикативите се постига чрез забавители или задържащи вещества. Това на практика са бавно изпаряващи се разредители, които неутрализират бързото съхнене на мастилото. Забавителите или задържащите вещества се използват при печат на много фини детайли и при ръчен ситопечат или в случай че температурата в работното помещение е твърде висока.

## Цветове
Почти всички производители на полиграфически мастила предлагат рецептури за получаване на стотици, дори хиляди цветове и нюанси при процентно смесване на основните цветове от дадена серия мастила.
Субтрактивно смесване на цветовете се получава, когато се смесят багрилни вещества. Когато синият цвят се смеси с жълтия, синият пигмент отразява сините светлинни лъчи, но тогава те се филтрират (преминават) през жълтия пигмент, така че резултатът е получаване на зелен цвят. Частичното цветово предаване е разделянето на светлинните компоненти, които вижда човешкото око, както се случва при възприемането на полутоновия печат.
Важни моменти в процеса на смесване на цветовете са цветовото насищане и трайността на цвета. Под цветово насищане се разбира дълбочината, плътността на цвета. Термините светлина, яркост или стойности на сивото посочват колко светъл или тъмен е цветът. Впечатлението от намесата на светлината в цвета се получава, когато някой сравни лист оранжева хартия на слънчева светлина със същия лист на сянка. Въпреки че наситеността остава същата, оранжевият цвят на сянка изглежда по-тъмен отколкото е на слънчева светлина. Цветовата наситеност се определя чрез измерване на плътността на цвета. Измерването се осъществява с денситометър – уред за измерване на плътностите с печат на мостри (пробен печат).